# Paraonis fulgens
Paraonis fulgens é uma espécie de anelídeo pertencente à família Paraonidae.
A autoridade científica da espécie é Levinsen, tendo sido descrita no ano de 1884.
Trata-se de uma espécie presente no território português, incluindo a sua zona económica exclusiva.